# آفريل
آفريل (بالفرنسية: Avril)‏ هو موسيقي إلكتروني ‏ وملحن فرنسي، ولد في 4 ديسمبر 1974 في أجان في فرنسا.

## وصلات خارجية
- آفريل على موقع IMDb (الإنجليزية)
- آفريل على موقع ألو سيني (الفرنسية)
- آفريل على موقع ميوزك برينز (الإنجليزية)
- آفريل على موقع ميوزك برينز (الإنجليزية)
- آفريل على موقع أول موفي (الإنجليزية)
- آفريل على موقع قاعدة بيانات الأفلام السويدية (السويدية)
- آفريل على موقع أول ميوزيك (الإنجليزية)
- آفريل على موقع ديسكوغز (الإنجليزية)
- آفريل على موقع قاعدة بيانات الفيلم (الإنجليزية)
- آفريل على موقع كينوبويسك (الروسية)